# Neoplan Jumbocruiser
Neoplan Jumbocruiser je bil zglobni dvonadstropni avtobus nemškega proizvajalca NEOPLAN Bus GmbH. Izdelovali so ga v obdobju 1975 - 1992, zgolj v maloserijski proizvodnji. Jumbocruiser je bil 18 metrov dolg, 2,5 metra širok in 4 metre visok. S kapaciteto 170 potnikov je vpisan v Guinessovo knjigo rekordov, kot največji avtobus redne proizvodnje.
- Neoplan Jumbocruiser v Rimu leta 1999
- Neoplan Jumbocruiser v Dresdnu)